# Gainesville (Texas)
Gainesville és una ciutat i seu del Comtat de Cooke a l'estat de Texas. Segons el cens del 2000 tenia 15.538 habitants.

## Demografia
Segons el cens del 2000, Gainesville tenia 15.538 habitants, 5.969 habitatges, i 4.005 famílies. La densitat de població era de 352,9 habitants per km².
Dels 5.969 habitatges en un 33,2% hi vivien nens de menys de 18 anys, en un 49,2% hi vivien parelles casades, en un 13,9% dones solteres, i en un 32,9% no eren unitats familiars. En el 29,3% dels habitatges hi vivien persones soles el 14,7% de les quals corresponia a persones de 65 anys o més que vivien soles. El nombre mitjà de persones vivint en cada habitatge era de 2,52 i el nombre mitjà de persones que vivien en cada família era de 3,13.
Per edats la població es repartia de la següent manera: un 27,2% tenia menys de 18 anys, un 10,9% entre 18 i 24, un 25,8% entre 25 i 44, un 19,3% de 45 a 60 i un 16,8% 65 anys o més.
L'edat mediana era de 34 anys. Per cada 100 dones de 18 o més anys hi havia 83,3 homes.
La renda mediana per habitatge era de 30.571 $ i la renda mediana per família de 37.137 $. Els homes tenien una renda mediana de 30.480 $ mentre que les dones 21.459 $. La renda per capita de la població era de 15.154 $. Aproximadament el 17% de les famílies i el 20,5% de la població estaven per davall del llindar de pobresa.

## Poblacions properes
El següent diagrama mostra les poblacions més properes.